# Associação Tchiweka de Documentação
Associação Tchiweka de Documentação (ATD) é uma entidade de utilidade pública sediada em Luanda, Angola, especializada na promoção e divulgação de actividades culturais, científicas e educativas que dão contributo para preservação da memória e aprofundamento do conhecimento sobre a história angolana.
Possui uma biblioteca, um extenso acervo bibliográfico e documental reunido principalmente por Lúcio Lara e Ruth Lara, além de outros contribuidores (como Albertino Almeida, Marga Holness, Luandino Vieira e Mbeto Traça), bem como um portal público que disponibiliza online grande parte da documentação dos arquivos. O esboço que gerou a ATD deu-se com o trabalho do casal Lara no lançamento do primeiro livro da série "Um Amplo Movimento…", no que constituiu inicialmente o "Arquivo Lúcio e Ruth Lara". Em 3 de setembro de 2006, Lúcio Lara, juntamente com Benigno "Ingo" Vieira Lopes, Paulo Lara, João Garcia Bires, Elsa Almeida, Rodeth Gil, Wanda Lara, Armanda da Silva, José Katuya, Júlio de Almeida e Bruno Lara, constituíram a "Associação Tchiweka de Documentação".
Desde então, os funcionários da ATD trabalham para a catalogação, conservação e disponibilização para consulta das obras existentes, como livros, anotações, documentos, jornais, fotografias, filmes, áudios e revistas. Além disso a ATD produz fotobiografias, documentários e livros a partir da reunião dos acervos bibliográficos e documentais. Particularmente a ATD é o mais completo acervo documental da história da independência angolana.
Em 2021 a ATD foi galardoada com o Prémio Nacional de Cultura e Artes na categoria de "Investigação em Ciências Sociais e Humanas".